# オーストラリア郵便公社
オーストラリア郵便公社(—ゆうびんこうしゃ、the Australian Postal Corporation) はオーストラリア連邦政府が完全保有し、オーストラリアでの郵便事業をほぼ独占する公社である。同公社はアジア太平洋地域で最も包括的な小包および物流サービスの提供者である。オーストラリア・ポスト(Australia Post) は、同公社の商号である。

## 規制事業と規制外事業
1989年のオーストラリア郵便公社法 (Australian Postal Corporation Act 1989) では、250グラム以下の信書便を取り扱う競争事業者はオーストラリア・ポストの4倍の料金を徴収しなければならない。
2005-06会計年度には、オーストラリア・ポストはその粗利益の90パーセント近くを規制外のサービスや物品の販売から得た。

## 略歴
- 1809年: 刑期満了者のアイザック・ニコルス (Issac Nichols) がオーストラリア最初の郵便局長になる。
- 1891年: 連邦結成前の各州に相当する植民地が、万国郵便連合 (UPU) に加盟する。
- 1901年: オーストラリア連邦の結成により、郵政庁 (the Postmaster General's Office) が設置される。電信・国内電話も取り扱った。
- 1975年: 現業部門を取り扱うオーストラリア郵便委員会 (the Australian Postal Commission) が設置される。
- 1989年: 公社化される。